# هاتو مايور
هاتو مايور هي مدينة، تتبع مقاطعة هاتو مايور، بلغ عدد سكانها 70٬141 نسمة، في 2012، تبلغ مساحتها 659٬650٬000 متر مربع.

## المناخ
يظهر الجدول التالي التغييرات المناخية على مدار السنة لهاتو مايور:
| البيانات المناخية لـهاتو مايور                 | البيانات المناخية لـهاتو مايور | البيانات المناخية لـهاتو مايور | البيانات المناخية لـهاتو مايور | البيانات المناخية لـهاتو مايور | البيانات المناخية لـهاتو مايور | البيانات المناخية لـهاتو مايور | البيانات المناخية لـهاتو مايور | البيانات المناخية لـهاتو مايور | البيانات المناخية لـهاتو مايور | البيانات المناخية لـهاتو مايور | البيانات المناخية لـهاتو مايور | البيانات المناخية لـهاتو مايور | البيانات المناخية لـهاتو مايور |
| الشهر                                          | يناير                          | فبراير                         | مارس                           | أبريل                          | مايو                           | يونيو                          | يوليو                          | أغسطس                          | سبتمبر                         | أكتوبر                         | نوفمبر                         | ديسمبر                         | المعدل السنوي                  |
| ---------------------------------------------- | ------------------------------ | ------------------------------ | ------------------------------ | ------------------------------ | ------------------------------ | ------------------------------ | ------------------------------ | ------------------------------ | ------------------------------ | ------------------------------ | ------------------------------ | ------------------------------ | ------------------------------ |
| الدرجة القصوى °م (°ف)                          | 35.0 (95.0)                    | 37.2 (99.0)                    | 38.0 (100.4)                   | 39.0 (102.2)                   | 37.8 (100.0)                   | 37.4 (99.3)                    | 37.6 (99.7)                    | 39.0 (102.2)                   | 38.0 (100.4)                   | 37.6 (99.7)                    | 36.0 (96.8)                    | 35.5 (95.9)                    | 39.0 (102.2)                   |
| متوسط درجة الحرارة الكبرى °م (°ف)              | 30.2 (86.4)                    | 30.6 (87.1)                    | 31.5 (88.7)                    | 31.9 (89.4)                    | 32.4 (90.3)                    | 33.1 (91.6)                    | 33.6 (92.5)                    | 33.5 (92.3)                    | 33.1 (91.6)                    | 32.6 (90.7)                    | 31.2 (88.2)                    | 30.1 (86.2)                    | 32.0 (89.6)                    |
| متوسط درجة الحرارة الصغرى °م (°ف)              | 17.6 (63.7)                    | 17.5 (63.5)                    | 18.3 (64.9)                    | 19.1 (66.4)                    | 20.6 (69.1)                    | 21.4 (70.5)                    | 21.4 (70.5)                    | 21.3 (70.3)                    | 21.1 (70.0)                    | 20.7 (69.3)                    | 19.8 (67.6)                    | 18.6 (65.5)                    | 19.8 (67.6)                    |
| أدنى درجة حرارة °م (°ف)                        | 12.0 (53.6)                    | 11.9 (53.4)                    | 12.1 (53.8)                    | 13.3 (55.9)                    | 14.5 (58.1)                    | 14.8 (58.6)                    | 15.4 (59.7)                    | 16.9 (62.4)                    | 16.9 (62.4)                    | 16.6 (61.9)                    | 14.4 (57.9)                    | 12.9 (55.2)                    | 11.9 (53.4)                    |
| معدل هطول الأمطار مم (إنش)                     | 51.5 (2.03)                    | 42.0 (1.65)                    | 59.7 (2.35)                    | 116.5 (4.59)                   | 216.3 (8.52)                   | 187.9 (7.40)                   | 120.0 (4.72)                   | 187.2 (7.37)                   | 209.5 (8.25)                   | 219.0 (8.62)                   | 110.6 (4.35)                   | 62.0 (2.44)                    | 1٬582٫2 (62.29)                |
| متوسط الأيام الممطرة (≥ 1.0 mm)                | 5.4                            | 4.9                            | 5.4                            | 6.7                            | 12.2                           | 9.9                            | 8.9                            | 10.8                           | 12.7                           | 12.6                           | 8.1                            | 6.9                            | 104.5                          |
| المصدر: الإدارة الوطنية للمحيطات والغلاف الجوي |                                |                                |                                |                                |                                |                                |                                |                                |                                |                                |                                |                                |                                |

## أعلام
- اينول نافارو
- ألبرتو لويس
- روبرتو ميخيا
- فيكتور روزاريو
- مارينو بيريز